# نیم سلول
یک نیم سلول (به انگلیسی: Half-cell) بخشی از یک پیل گالوانی است که از یک الکترود(آند یا کاتد) که در یک محلول الکترولیت قرار دارد، تشکیل شده‌است. در هر نیم سلول یکی از نیم واکنش‌های اکسایش یا کاهش صورت می‌گیرد و دو نیم سلول تشکیل یک سلول گالوانی کامل را می‌دهد. همچنین دو نیم سلول به وسیله یک پل نمکی یا یک غشا نیمه تراوا به یکدیگر اتصال داده می‌شوند.